# Geher-Länderkampf der Männer 1984 BR Deutschland – Frankreich
| 22. Leichtathletik-Länderkampf mit bundesdeutscher Beteiligung 1984 | 22. Leichtathletik-Länderkampf mit bundesdeutscher Beteiligung 1984 |
| ------------------------------------------------------------------- | ------------------------------------------------------------------- |
|                                                                     |                                                                     |
| Gehervergleich der Männer: BR Deutschland – Frankreich              |                                                                     |
| Austragungsort                                                      | Ahlen                                                               |
| Wettbewerbe                                                         | 1                                                                   |
| Datum                                                               | 22./23. September                                                   |
| 1. FRA 2. FRG                                                       | 23 P 21 P                                                           |
| Chronik                                                             |                                                                     |
| ← FRG-FRA Geher (F)                                                 | erster LK 1985:ITA-FRG-00 IRL-POL-SUI Cross (M) →                   |

Der 22. und letzte Vergleich Nummerdes Länderkampfjahres 1984 war eine Begegnung der Geher, die wie ihre Kolleginnen am Wochenende des 22./23. Septembers in Ahlen gegen Frankreich antraten. Das Aufeinandertreffen wurde mit einem Wettbewerb mehr als beim Wettkampf der Frauen zweitägig ausgetragen. Die Begegnung fand als Zweiländerkampf zum achten Mal statt, fünf Mal hatte die Bundesrepublik gesiegt, zweimal Frankreich. Zuvor hatte es außerdem Länderkämpfe mit den französischen Gehern gegeben, an denen weitere Nationen beteiligt waren. In allen diesen Wettkämpfen hatten die bundesdeutschen Vertreter vorne gelegen.

## Modus
Ausgetragen wurden zwei Wettbewerbe: Über zwanzig Kilometer traten die Geher auf der Bahn, über 35 Kilometer auf der Straße an. Jede Nation konnte je Wettbewerb vier Geher stellen, von denen die drei Besten gewertet wurden. Der Sieger erhielt sieben Punkte, für Rang zwei wurden fünf Punkte vergeben, für Platz drei vier Punkte, für Platz vier drei Punkte usw.

## Ergebnis
Im Bahngehen gab es einen bundesdeutschen Sieg in der Einzelwertung. Zwischen die drei gewerteten bundesdeutschen Geher konnte sich als Zweiter nur ein französischer Geher schieben. Die Wertung über zwanzig Kilometer ging somit deutlich an die Bundesrepublik. Auf der langen Distanz lagen am Ende zwei französische Sportler auf den Rängen eins und zwei. Hier wurde der beste bundesdeutsche Athlet Dritter. Als Vierter folgte wieder ein Franzose, sodass Frankreich nicht nur die Disziplinwertung für sich entschied, sondern auch mehr Punkte sammelte als das bundesdeutsche Team auf der kürzeren Distanz. Damit mussten sich die männlichen Geher in Ahlen wie die Frauen ihren französischen Kontrahenten geschlagen geben. Der Länderkampf endete knapp mit 23 zu 21 Punkten für Frankreich.

## Resultate

### 20.000-m-Bahngehen
| Platz | Athlet             | Land | Zeit (h) |
| ----- | ------------------ | ---- | -------- |
| 1     | Alfons Schwarz     | FRG  | 1:25:15  |
| 2     | Martial Fesselier  | FRA  | 1:29:33  |
| 3     | Wolfgang Wiedemann | FRG  | 1:30:22  |
| 4     | Nils Brandt        | FRG  | 1:30:47  |
| 5     | Jürgen Kauer       | FRG  | 1:30:52  |
| 6     | Eric Neisse        | FRA  | 1:31:08  |
| 7     | Philippe Detoma    | FRA  | 1:31:12  |
| 8     | Denis Terraz       | FRA  | 1:32:20  |

### 35-km-Straßengehen
| Platz | Athlet              | Land | Zeit (h) |
| ----- | ------------------- | ---- | -------- |
| 1     | Gérard Lelièvre     | FRA  | 2:44:35  |
| 2     | Jean-Claude Corre   | FRA  | 2:44:50  |
| 3     | Karl Degener        | FRG  | 2:45:41  |
| 4     | Alain Lemercier     | FRA  | 2:46:12  |
| 5     | Jean Marie Neff     | FRA  | 2:46:43  |
| 6     | Robert Mildenberger | FRG  | 2:47:44  |
| 7     | Jürgen Meyer        | FRG  | 2:53:50  |
| 8     | Fritz Helms         | FRG  | 2:54:23  |